# 立川駅

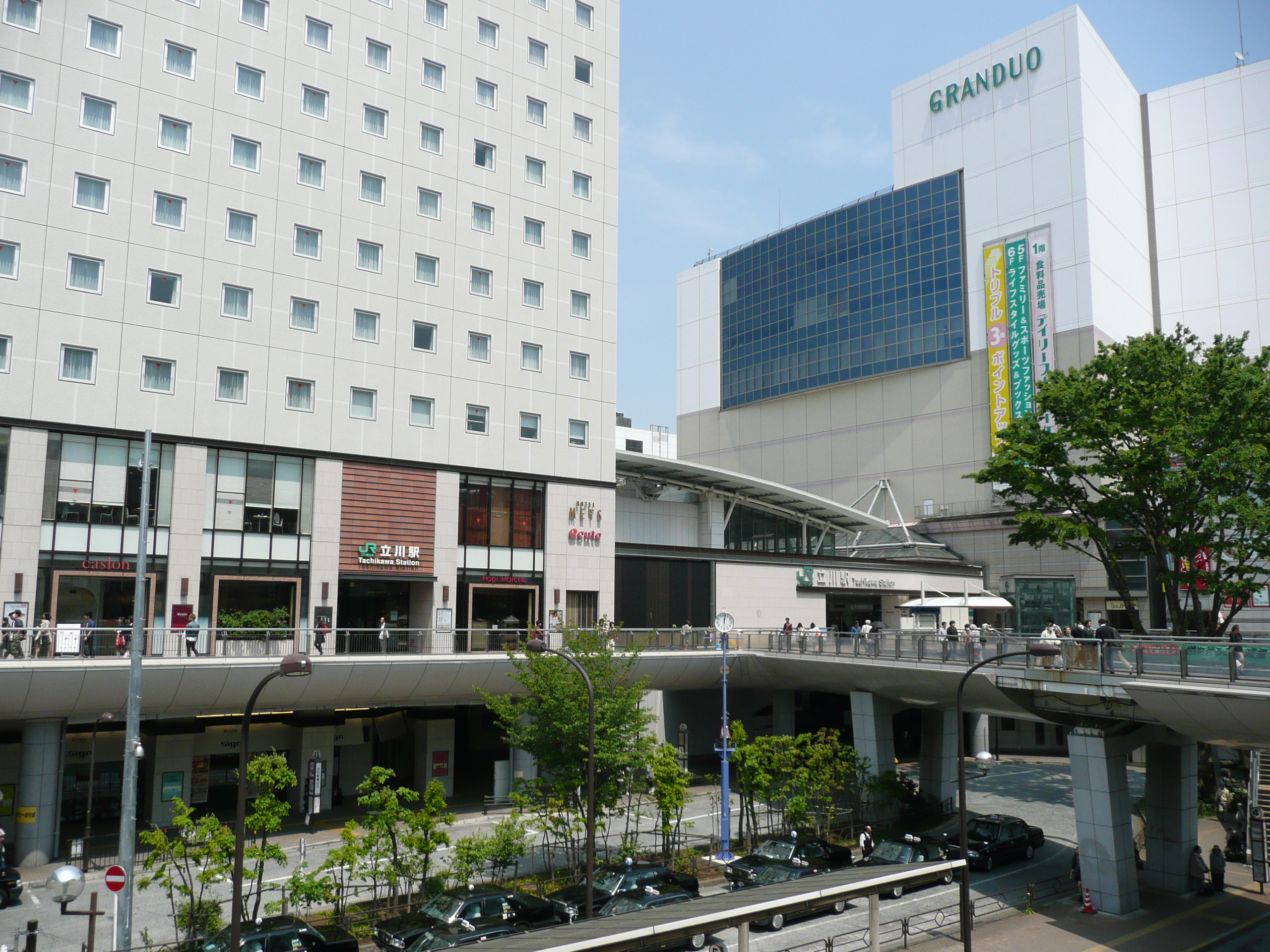
南口（2014年4月）

立川駅（たちかわえき）は、東京都立川市曙町二丁目にある、東日本旅客鉄道（JR東日本）の駅である。

## 概要
立川市における中心駅であり、かつ総人口400万人を誇る東京都多摩地域最大級のターミナル駅である。「かいじ」「あずさ」「富士回遊」や「はちおうじ・おうめ」等の特急列車も全て停車する。
当駅周辺は北口を中心に全国有数規模の繁華街が広がっている。南口には飲食店が集積しており、歓楽街のような雰囲気を持つ。当駅北側の立川飛行場（立川基地）の跡地再開発や多摩都市モノレール線の開業により、駅周辺は元々多摩地域の中心都市であった八王子を凌ぐ商業集積地へと発展した。それに伴い利用者数も増加を続け、多摩地域においてはJR東日本八王子支社管内のJR駅の中で最も利用者数が多い（多摩地域における複数の鉄道事業者の利用者数も合算した場合、横浜支社管内の町田駅が最も多い）。

### 乗入・接続路線
JR東日本中央本線・青梅線・南武線の3路線が乗入れている。このうち、中央本線は当駅の所属線であり、当駅を含む区間は、運行系統上は「中央線」と案内される（運転形態の詳細については該当記事を参照のこと）。また、大月・甲府方面へ向かう中距離列車運転区間東端となっている。
青梅線は一部電車が中央線新宿・東京方面への直通運転が行われている他、拝島から合流する五日市線の一部電車も当駅まで乗入れる。また、中央本線国立から国立支線経由で武蔵野線へ直通する「むさしの号」も乗入れている。
当駅には中央線・青梅線にJC 19、南武線にJN 26の駅番号が設定されている。
JR以外の路線への乗換として、当駅西側を多摩都市モノレール線が縦断しており、立川北駅及び立川南駅と接続している。

## 歴史
- 1889年（明治22年）

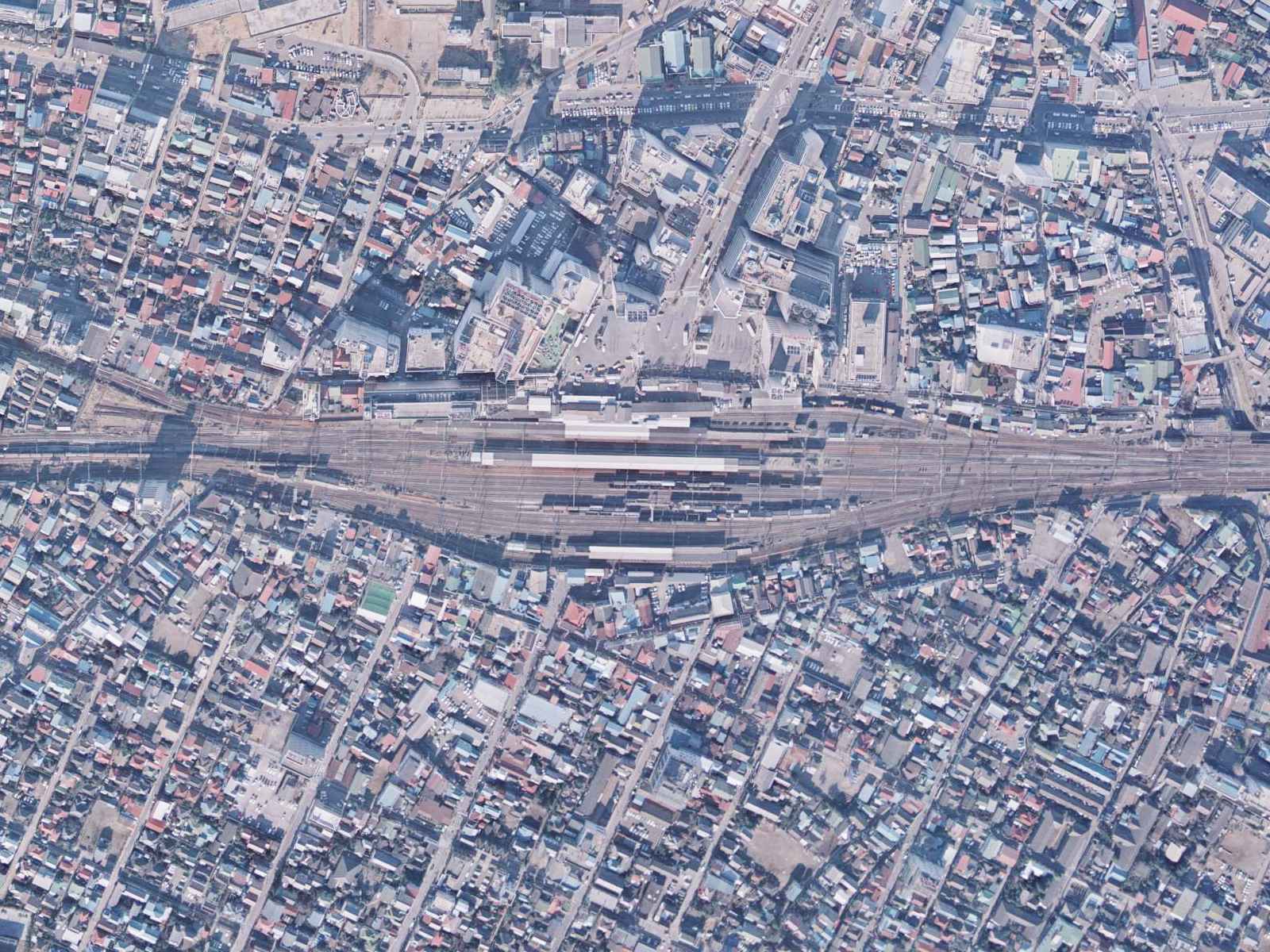
立川駅周辺の空中写真（1974年12月撮影）

  - 4月11日：甲武鉄道新宿 - 当駅間開通時に開設。旅客・貨物取扱開始[5]。駅改札は北口のみ。
  - 8月11日：甲武鉄道 当駅 - 八王子間が開通[5]。
- 1894年（明治27年）11月19日：青梅鉄道（後の青梅電気鉄道）当駅 - 青梅間開通[6][7]。
- 1906年（明治39年）10月1日：甲武鉄道の国有化により、官設鉄道の駅となる[8]。
- 1909年（明治42年）10月12日：線路名称制定により中央東線（1911年から中央本線）の所属となる[8]。
- 1916年（大正5年）3月3日：当駅 - 多摩川原駅間の貨物支線開業。
- 1929年（昭和4年）
  - 6月16日：中央線が立川まで電化開通。電車（省線）運転開始。
  - 12月11日：南武鉄道、屋敷分（現・分倍河原） - 当駅間開業[9]。
- 1930年（昭和5年）
  - 3月25日：南口を開設。南武鉄道同時開設の予定が工事が遅れたため[10]
  - 7月13日：五日市鉄道、当駅 - 拝島間開業[11]。
- 1931年（昭和6年）11月15日：南武鉄道 貨物連絡線当駅 - 西立川間開業[9]。
- 1940年（昭和15年）
  - 8月17日：南武鉄道、連絡線休止[12]（9月1日当駅 - 武蔵上ノ原駅間〈五日市鉄道〉を廃止 (−0.9 km)）。
  - 10月3日：五日市鉄道が南武鉄道に合併し、同社の五日市線となる[11]。
- 1944年（昭和19年）
  - 4月1日：南武鉄道と青梅電気鉄道が戦時買収に伴い国有化、南武線、青梅線、五日市線となる[6][11][12]。
  - 10月11日：五日市線 当駅 - 拝島間が不要不急線として休止され、当駅 - 西立川間の営業を廃止、青梅線の一部となる[11]。
- 1946年（昭和21年）6月1日：当駅 - 多摩川原間貨物支線休止[13]（実質廃止）。
- 1949年（昭和24年）6月1日：日本国有鉄道発足[14]。
- 1950年（昭和25年）10月1日：夕方に東京→青梅間（下り）直通電車運転開始。
- 1964年（昭和39年）1月4日：米軍タンク車が暴走し当駅に衝突、爆発[15]。焼け跡に第一デパートが建てられた。
- 1980年（昭和55年）4月1日：貨物取扱廃止[16]。
- 1981年（昭和56年）4月1日：橋上駅舎化工事のため、仮駅舎と連絡跨線橋の供用開始[新聞 1]。
- 1982年（昭和57年）10月2日：橋上駅舎化完成[新聞 2]。駅ビルWILL（現・ルミネ）開業[新聞 2]。駅ビル建設工事に伴い青梅線降車用の1番線ホームが撤去・欠番となる。南北自由通路供用開始[新聞 2]。
- 1986年（昭和61年）11月1日：（新聞紙を除き）荷物扱い廃止[16]。
- 1987年（昭和62年）4月1日：国鉄分割民営化に伴い、東日本旅客鉄道（JR東日本）の駅となる[12][15]。
- 1988年（昭和63年）12月：改良工事が完成し、中央快速線待避線（5・6番線）から上下線双方への折返しが可能となる[17]。
- 1992年（平成4年）12月14日：自動改札機を設置[18]。
- 1998年（平成10年）11月27日：多摩都市モノレール立川北駅が開業。
- 1999年（平成11年）
  - 10月24日：南武線ホームに8番線新設。旧8番線を9番線に改称[19]。南武線ホームの番線名無しだった貨物線側を整備したもの。
  - 12月4日：特急「成田エクスプレス」高尾駅発着列車運行開始。上下1往復停車。
- 2000年（平成12年）1月10日：多摩都市モノレール、立川北 - 多摩センター間延伸開業（立川南駅開設、接続開始）。
- 2001年（平成13年）11月18日：ICカード「Suica」の利用が可能となる[報道 2]。
- 2005年（平成17年）12月10日：この日のダイヤ改正で「あずさ」が全停車。
- 2007年（平成19年）
  - 9月30日：ホーム番線呼称を、2 - 9番線から1 - 8番線に変更。これに伴い1番線の呼称が復活、9番線の呼称が消滅。西改札口の新設と同時に、従来の改札口は東改札口となる。
  - 10月5日：エキュート立川が開業（第I期）。同時に南改札口を新設[報道 3]。
- 2008年（平成20年）
  - 3月15日：「スーパーあずさ」の一部が停車するようになる（それまでは全列車通過）。
  - 10月7日：エキュート立川が増床開業（第II期）、同時にホテルメッツ立川も開業[報道 4]。
- 2012年（平成24年）3月17日：「スーパーあずさ」が最速列車1往復を除き、全列車が停車するようになる。
- 2016年（平成28年）8月4日：西側自由通路が開通し、エキュート立川がリニューアル。同時に北改札口を新設[報道 5]。
- 2019年（令和元年）
  - 5月10日：エキュート立川3階にて、「JJ+T」が開業[報道 6]。同時に駅ナカシェアオフィス「STATION WORK」のブース型「STATION BOOTH」が実証実験として開業[報道 6]。
  - 8月1日：「STATION BOOTH」が本格開始[報道 7]。
- 2021年（令和3年）11月30日：びゅうプラザの営業終了[20]。
- 2022年（令和4年）
  - 2月1日：「駅たびコンシェルジュ立川」が開業[報道 8]。
  - 3月12日：ダイヤ改正に伴い、中央線系統特急「あずさ・かいじ・はちおうじ・おうめ・富士回遊」全列車が停車となる。
- 2023年（令和5年）
  - 1月31日：7番線（南武線）ホームにてスマートホームドアの使用を開始。
  - 2月18日：8番線（南武線）ホームにてスマートホームドアの使用を開始。
- 2024年（令和6年）3月16日：ダイヤ改正に伴い、特急「成田エクスプレス」の中央快速線直通系統が廃止された。

## 駅構造
島式ホーム4面8線及び、貨物線・留置線・引上線4線を有する地上駅。中央線は2面4線であり、青梅線直通列車とでは同一ホームで乗り換えが可能である。2008年3月15日ダイヤ改正で「スーパーあずさ」の一部列車（後述）と、同一車両で運行する「中央ライナー」（17日月曜から運行）が停車するようになったため、中央線上下本線3・6番線ホーム有効長は12両編成分となり、青梅線用1・2番線が10両編成分、中央線待避線4・5番線が11両編成分だったものを後述の改良工事で12両編成分となり、1 - 6番線は12両編成分となった。7・8番線の南武線用ホームは引き続き6両編成分である。
JR中央線と青梅線当駅 - 青梅駅間は、2020年代前半（2021年度以降の向こう5年以内）を目途にオレンジ帯の電車に2階建てグリーン車を2両連結させ12両編成運転を行う。そのためオレンジ帯の電車が停車する1・2・4・5番線は、ホームの12両編成対応改築工事や信号設備改良・構内配線の一部変更などが実施され、2024年10月12日までにこれらの工事を全て完了し、翌日10月13日より快速電車における12両編成の運転が開始された。
立川統括センター管内の直営駅（駅長配置）であり、管内には直営駅（いずれも駅長配置）として三鷹駅、武蔵小金井駅、国分寺駅が、委託駅としては中央線の吉祥寺駅、武蔵境駅、東小金井駅、国立駅、青梅線西立川駅があり、これら全駅を管理する。なお、当駅駅長が立川統括センター所長を兼任する。

### のりば
| 番線 | 路線             | 方向 | 行先                                     | 備考                  |
| ---- | ---------------- | ---- | ---------------------------------------- | --------------------- |
| 1・2 | 青梅線・五日市線 | 下り | 拝島・青梅・奥多摩方面                   | 一部列車は4・5・6番線 |
| 3・4 | 中央線           | 上り | 新宿・東京方面                           | 一部列車は5番線       |
| 5・6 | 中央線           | 下り | 八王子・高尾・甲府方面                   | 一部列車は4番線       |
| 5・6 | 青梅線・五日市線 | 下り | 拝島・武蔵五日市・青梅・奥多摩方面       | 一部列車は4番線       |
| 7・8 | 南武線           | 上り | 分倍河原・登戸・武蔵溝ノ口・武蔵小杉方面 |                       |

（出典：JR東日本:駅構内図）
| 運転番線 | 営業番線 | ホーム     | 中央線東京方面着発 | 引き上げ線着発 | 南武線川崎方面着発 | 中央線高尾・大月方面着発 | 青梅短絡線方面着発 | 青梅線本線青梅・奥多摩方面着発 | 備考             |
| -------- | -------- | ---------- | ------------------ | -------------- | ------------------ | ------------------------ | ------------------ | ------------------------------ | ---------------- |
| 着発     | 1        | 12両分     | 不可               | 不可           | 不可               | 不可                     | 不可               | 到着・出発可                   | 青梅線青梅方面   |
| 上一     | 2        | 12両分     | 出発可             | 入区可         | 不可               | 到着可                   | 不可               | 到着・出発可                   | 青梅線青梅方面   |
| 上本     | 3        | 12両分     | 出発可             | 入区可         | 不可               | 到着可                   | 不可               | 到着可                         | 中央線上り主本線 |
| 上中     | 4        | 12両分     | 到着・出発可       | 入区可         | 出発可             | 到着・出発可             | 到着・出発可       | 不可                           | 中央線上り副本線 |
| 下中     | 5        | 12両分     | 到着・出発可       | 出区可         | 出発可             | 到着・出発可             | 出発可             | 不可                           | 中央線下り副本線 |
| 下本     | 6        | 12両分     | 到着可             | 不可           | 不可               | 出発可                   | 出発可             | 不可                           | 中央線下り主本線 |
| 下一     | なし     | ホームなし | 到着可             | 不可           | 到着可             | 出発可                   | 出発可             | 不可                           | 中央線下り側線   |
| 南5      | 7        | 6両分      | 不可               | 不可           | 到着・出発可       | 不可                     | 到着可             | 不可                           | 南武線川崎方面   |
| 南4      | 8        | 6両分      | 不可               | 不可           | 到着・出発可       | 不可                     | 出発可             | 不可                           | 南武線川崎方面   |
| 南3      | なし     | ホームなし | 不可               | 不可           | 到着・出発可       | 不可                     | 到着・出発可       | 不可                           | 南武線側線       |
| 南2      | なし     | ホームなし | 不可               | 不可           | 到着可             | 不可                     | 出発可             | 不可                           | 南武線側線       |
| 南1      | なし     | ホームなし | 不可               | 不可           | 到着・出発可       | 不可                     | 不可               | 不可                           | 南武線側線       |

（出典：今尾恵介『JR東日本全線【決定版】鉄道地図帳vol.8 八王子支社管内編』学研プラス、2010年7月17日。ISBN 978-4-05-605769-0。）

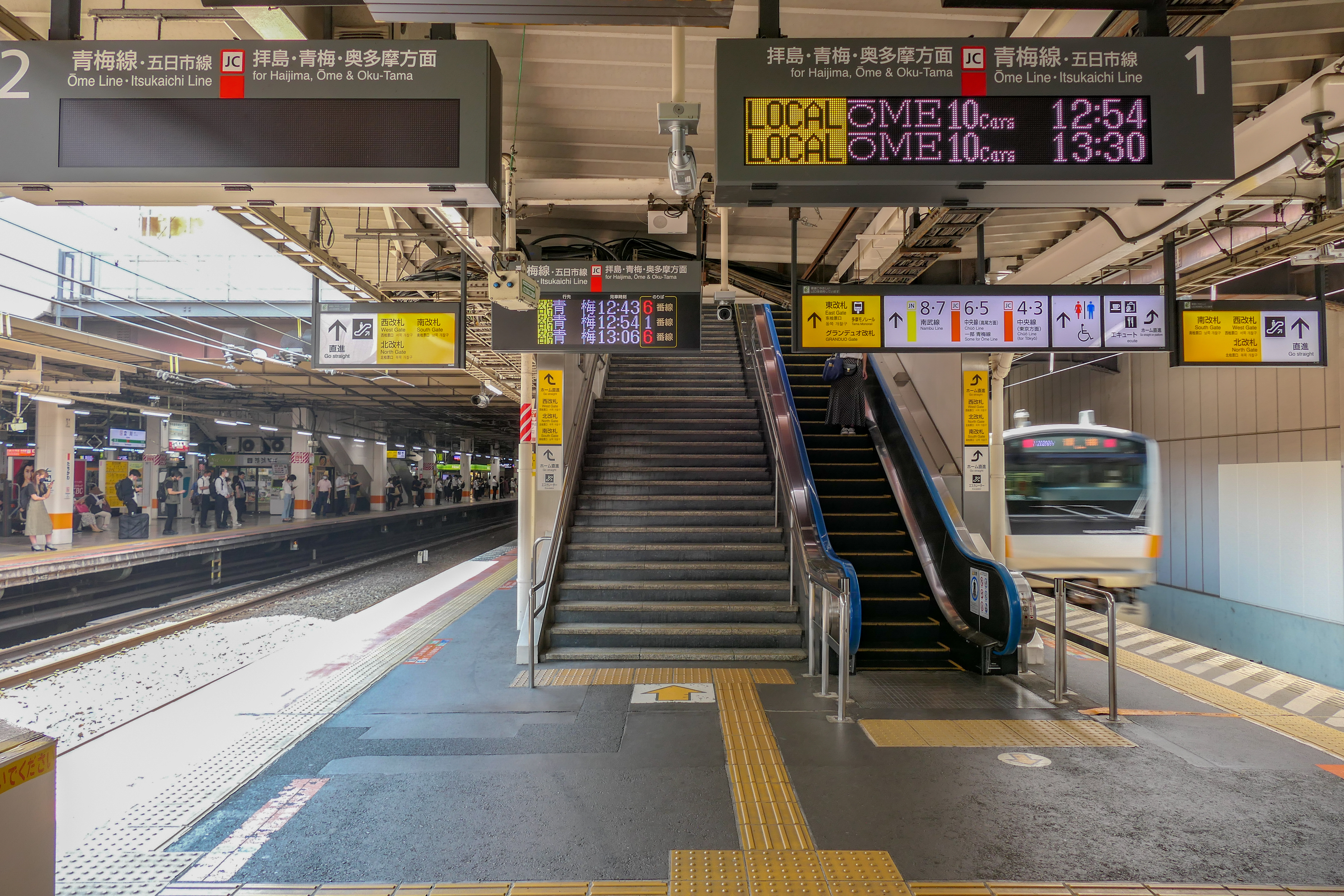
1・2番線ホーム（2022年6月）
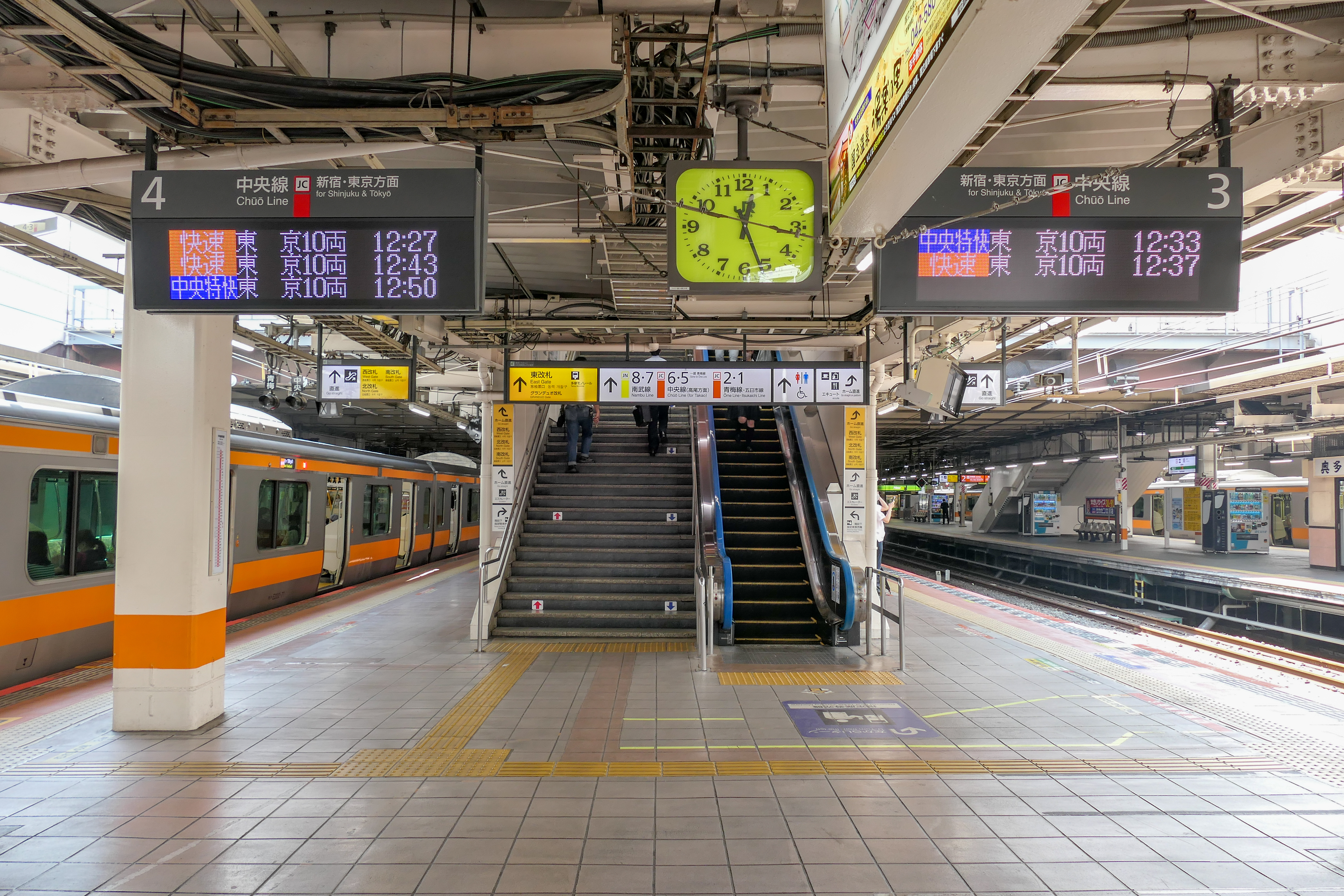
3・4番線ホーム（2022年6月）
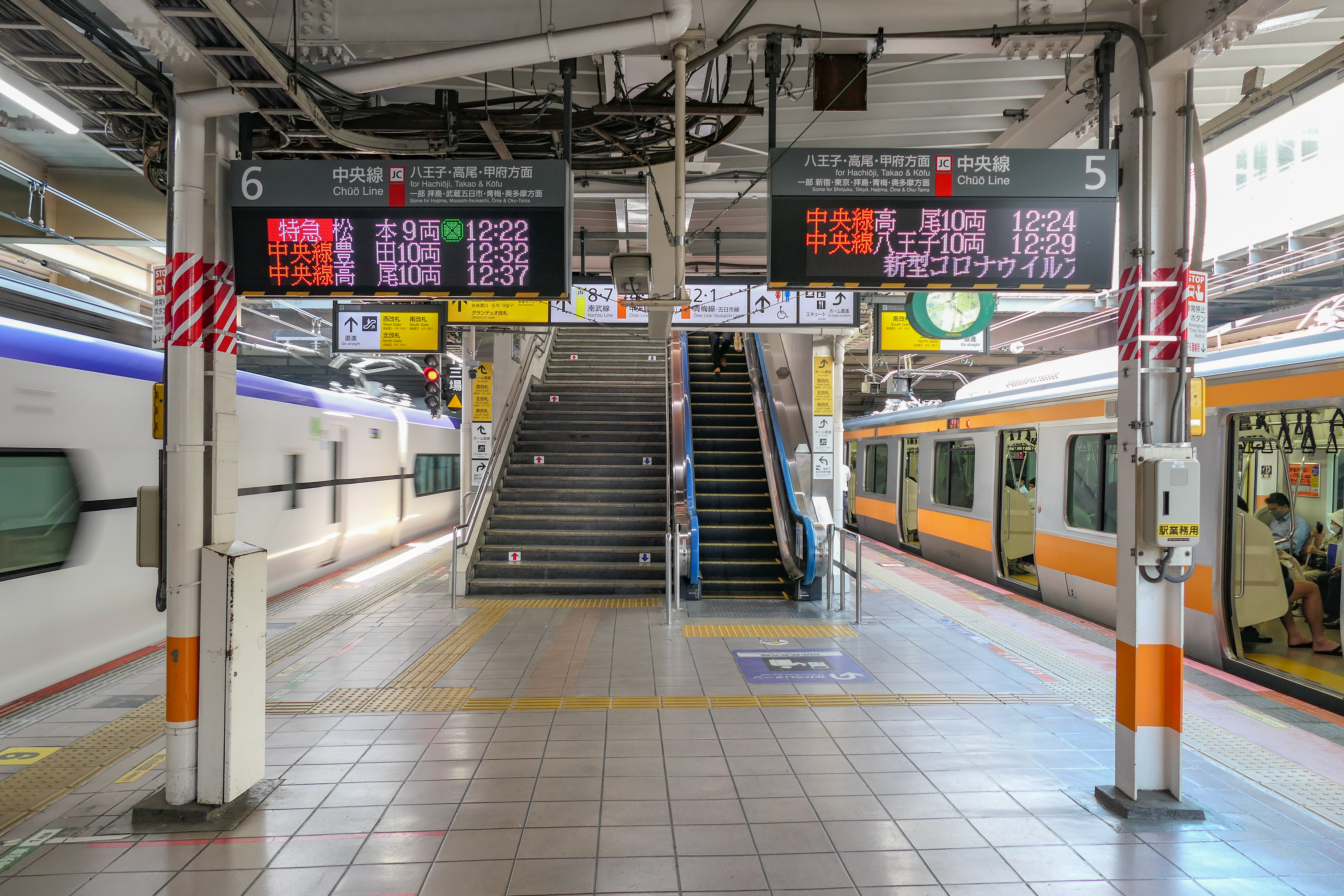
5・6番線ホーム（2022年6月）
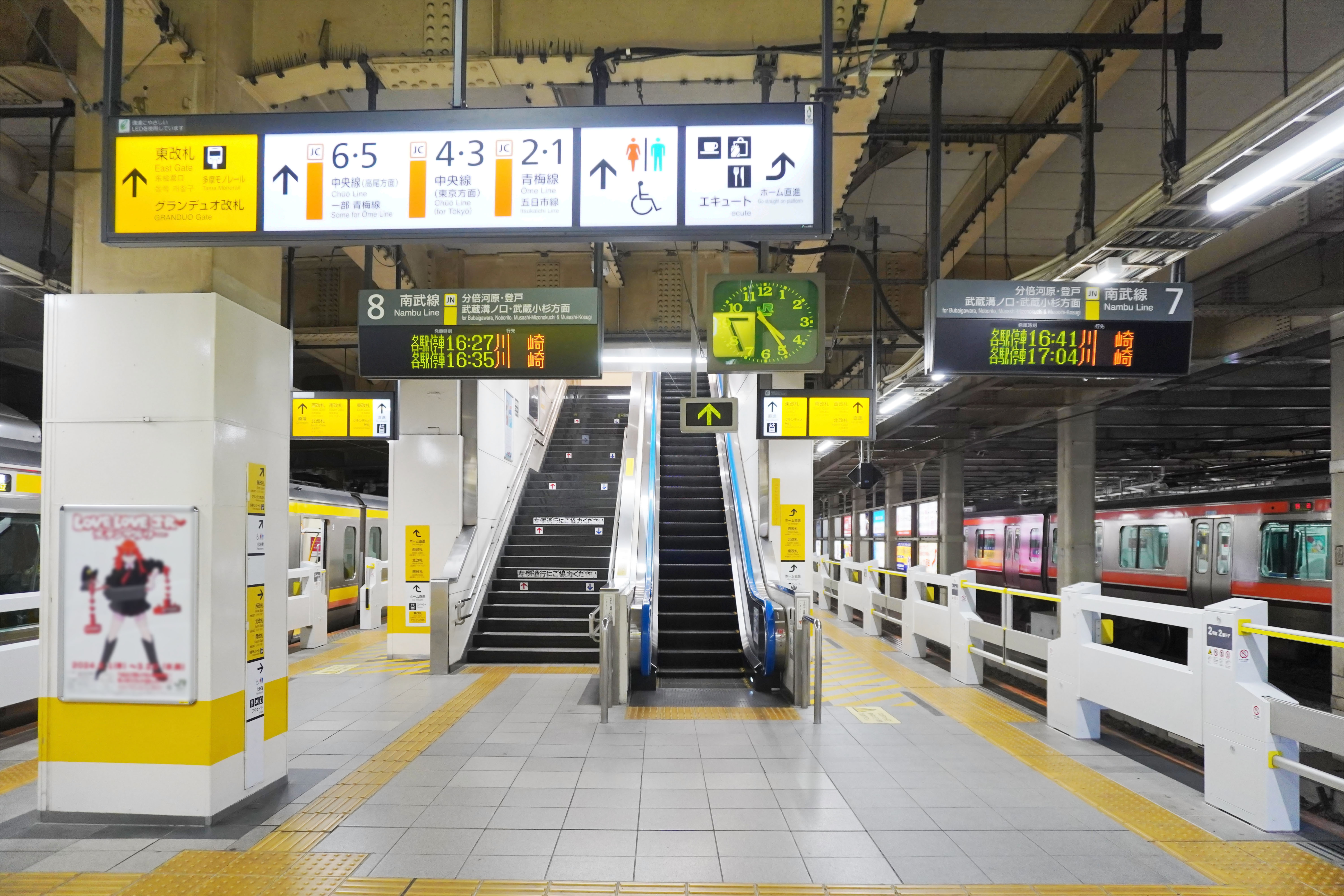
7・8番線ホーム（2024年1月）

### 構内配線図
- 当駅以西（中央線八王子・高尾方面と青梅線方面）は通常の快速と特別快速は各駅に停車するため、「各駅停車」と案内する。なお、この場合の各駅停車は便宜的なものであり、正式には高尾駅までと青梅線内は全区間快速・特別快速扱いである。
- 当駅から青梅線方面への列車は1・2・4 - 6番線から発車する。基本的に当駅始発は1・2番線、中央線東京方面からの直通列車は5・6番線から発車する。早朝のみ豊田車両センターから出庫のため4・5番線を使用する青梅線系統列車がある。4 - 6番線発の列車は発車後、西立川駅手前まで青梅線本線とは別の「青梅短絡線」と呼ばれる線路を経由するため、約200メートルの遠回りとなる。この線路は単線で、ここを上り方向に通過する定期旅客列車は設定されていない。
- 青梅線から中央線に直通する列車は、原則3番線に発着する。時間帯により八王子方面から来た中央線の列車は特別快速・快速を問わず4番線へ入線し、相互に接続を取ることがある。
- 貨物列車のうち、南武線から青梅線に直通する列車は8番線南側の線路から青梅短絡線を走り、逆に青梅線から南武線に直通する列車は西立川駅で青梅線下り横断後に青梅短絡線を逆走し、8番線南側の線路を通って南武線下りを横断して南武上りに入る。このため、青梅短絡線は双方向通行可能な単線となっている。南武線から中央線八王子方面に直通する列車は、南武上りを横断して、6・7番線間の線路から中央線に出る。これも配線上4 - 6番線から青梅線方面の列車とは同時発車できない。また、中央線八王子方面から南武線に直通する列車は4番線（配線上は5番線も可能）に到着し、中央線の下り本線を横断して南武線に入る。このように配線上制約の多い駅であり、貨物列車は各々1日数本とは言え、ダイヤ乱れの早期収拾に制限を加えている。
- かつては北側に降車専用の（旧）1番線ホームがあり、1線の頭端式ホームにより当時の2番線ホーム（乗車専用）と共用していたが、橋上駅舎への改築および駅ビル（WILL→ルミネ）開業に伴い撤去された。その後長らく1番線が欠番となっていたが、2007年9月30日に改めてホームの番号を1から付番し、1番線ホームの無い状態が解消された。

### 特急列車の停車
「スーパーあずさ」の一部が2008年3月15日から、「あずさ」と「かいじ」全列車が2005年12月10日から停車するようになった。なお、2012年3月17日ダイヤ改正より、「スーパーあずさ」は最速達列車の上り14号、下り19号を除き全列車が当駅に停車。2019年3月ダイヤ改正から、当駅通過の特急「あずさ」は下り11号（新宿11時発）・上り12号（松本10時発）に変更され、旧来の上り14号・下り19号は当駅に停車する形となった。また同日運転開始した「富士回遊」も、臨時列車を含めてあずさ17・18号以外全列車停車である。2022年3月12日ダイヤ改正により、特急列車は全列車停車となった。尚、臨時特急は全列車停車化には含まない。

### 駅構内設備
南北自由通路を挟んで、東側の従来からのコンコースと西側のエキュート立川に分かれている。
東側は広いコンコースを有し、東改札とグランデュオ改札に繋がっている。各ホームとを連絡するエレベーターや上下エスカレーターも完備しているほか、売店などが立地する。
西側はエキュート立川（改札内・改札外の双方に立地）となっていて、飲食店などが出店し、西改札と南改札につながっている。7・8番線以外のホームとを連絡する上下エスカレーターも設置されている。
2007年9月30日に西改札口が供用を開始し、これまでの改札を東改札口とした。さらに同年10月5日にはエキュート立川のオープンと同時に西側コンコースの南側に南改札口が供用を開始し、翌2008年4月からは南改札口の正面（エキュート内）から直接多摩都市モノレール立川南駅方面のデッキに出られるようになった。
また、かつては駅西側に乗換専用跨線橋があったが、エキュート立川の中に移動している。なお、移転後、西改札口完成前の一時期は乗り換え専用通路として使用された。
- 改札口 - 5か所[3]
  - 東改札
  - 西改札
  - 北改札 - お客さまサポートコールシステムが導入されており、一部時間帯は遠隔対応のため改札係員は不在となる。
  - 南改札 - 終日、改札係員は常駐しない。
  - グランデュオ改札 - 終日、改札係員は常駐しない。
- 南北自由通路
- 西側自由通路
- エキュート立川（詳細は下記の#立川駅ステーションルネッサンスを参照）
- エキュート立川 osoto
- NewDays（東改札横・改札外）
- NewDays MINI（各ホーム）
- 売店（弁当等販売）（東側コンコース）
- 立ち食い蕎麦店（東側コンコース - 各ホーム）
- ハニーズバー（はちみつ入りジュース販売店。3・4番線ホーム上）
  - 以前は同じ位置に京阪系のジューサーバーがあったが、2009年2月末をもって閉店した。
- エレベーター（東側コンコース - 各ホーム）
- エスカレーター（各ホーム。ただし、南武線は東側コンコースのみ）
- トイレ（東西両コンコース。どちらも多機能トイレ設置）
- 鉄道警察隊 立川分駐所
- インフォメーションセンター（東側有人改札カウンター）
- 特急券用自動券売機（3・4番ホーム東京寄り）
- みどりの窓口[3]
- 駅たびコンシェルジュ立川[3]
- 指定席券売機 - 4か所[3]
  - きっぷうりば
  - みどりの窓口内
  - 東改札自動精算機コーナー
  - 西改札自動精算機コーナー
- 2011年9月30日まではお客様相談室も設置されていた[報道 10]。

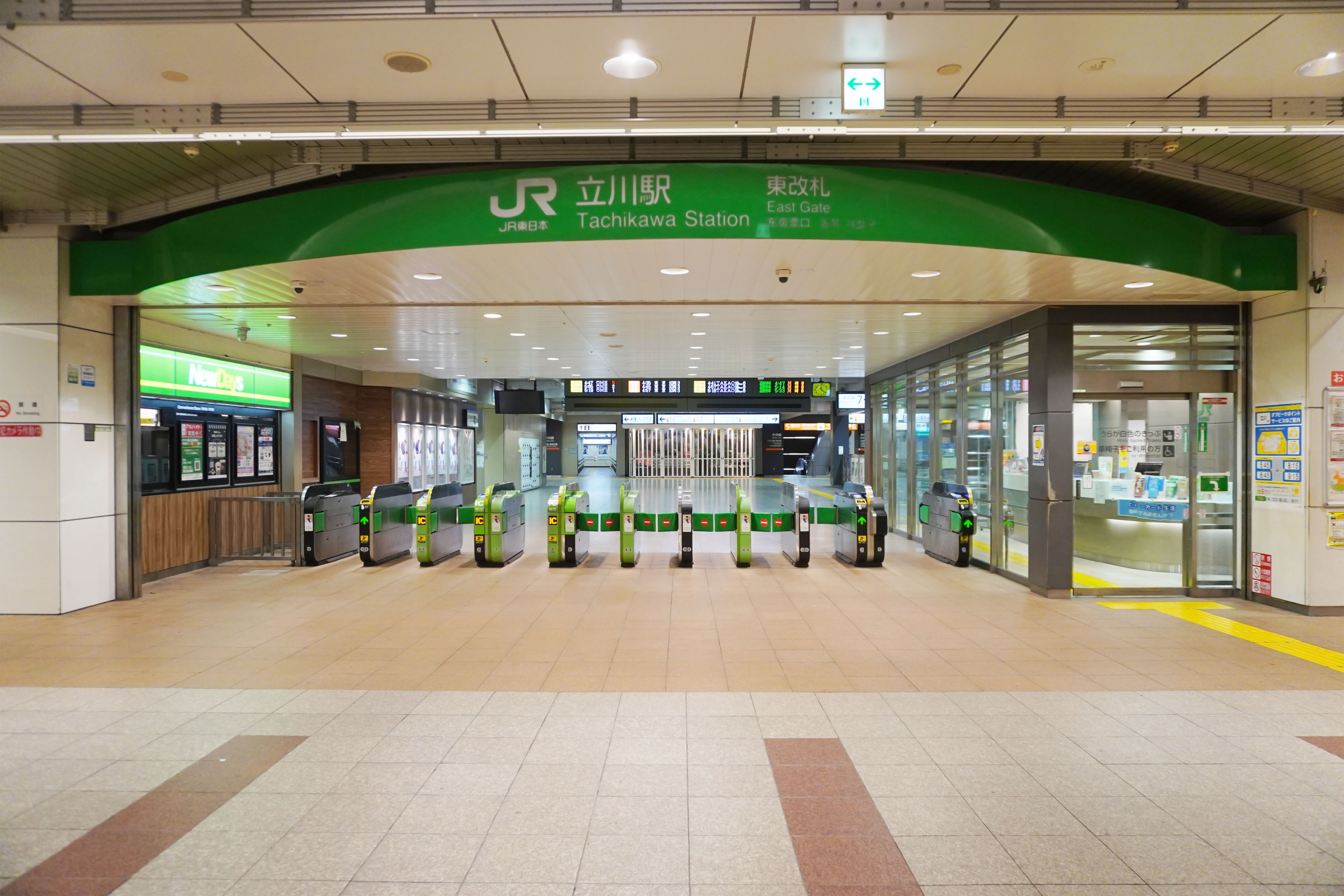
東改札（2024年1月）
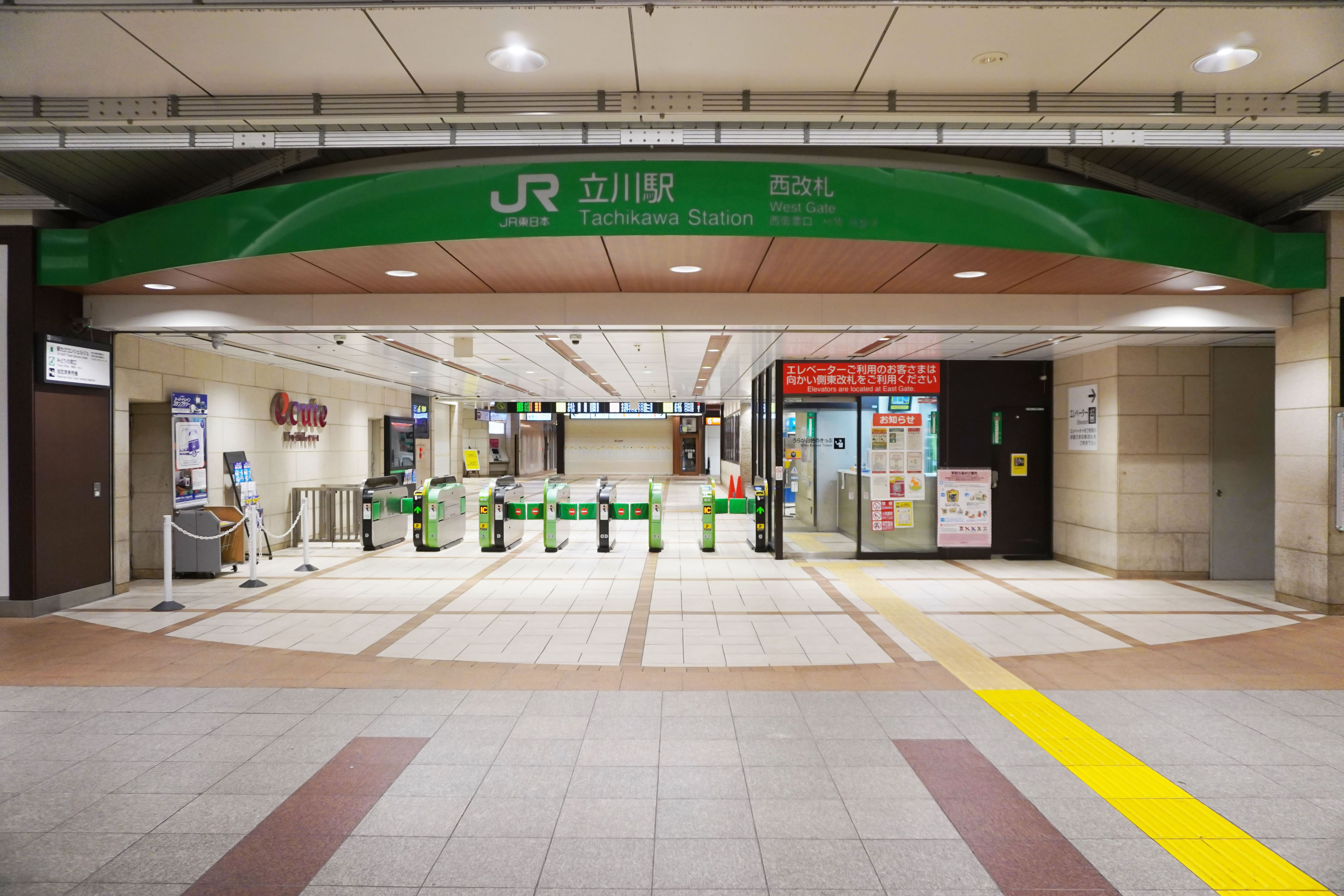
西改札（2024年1月）
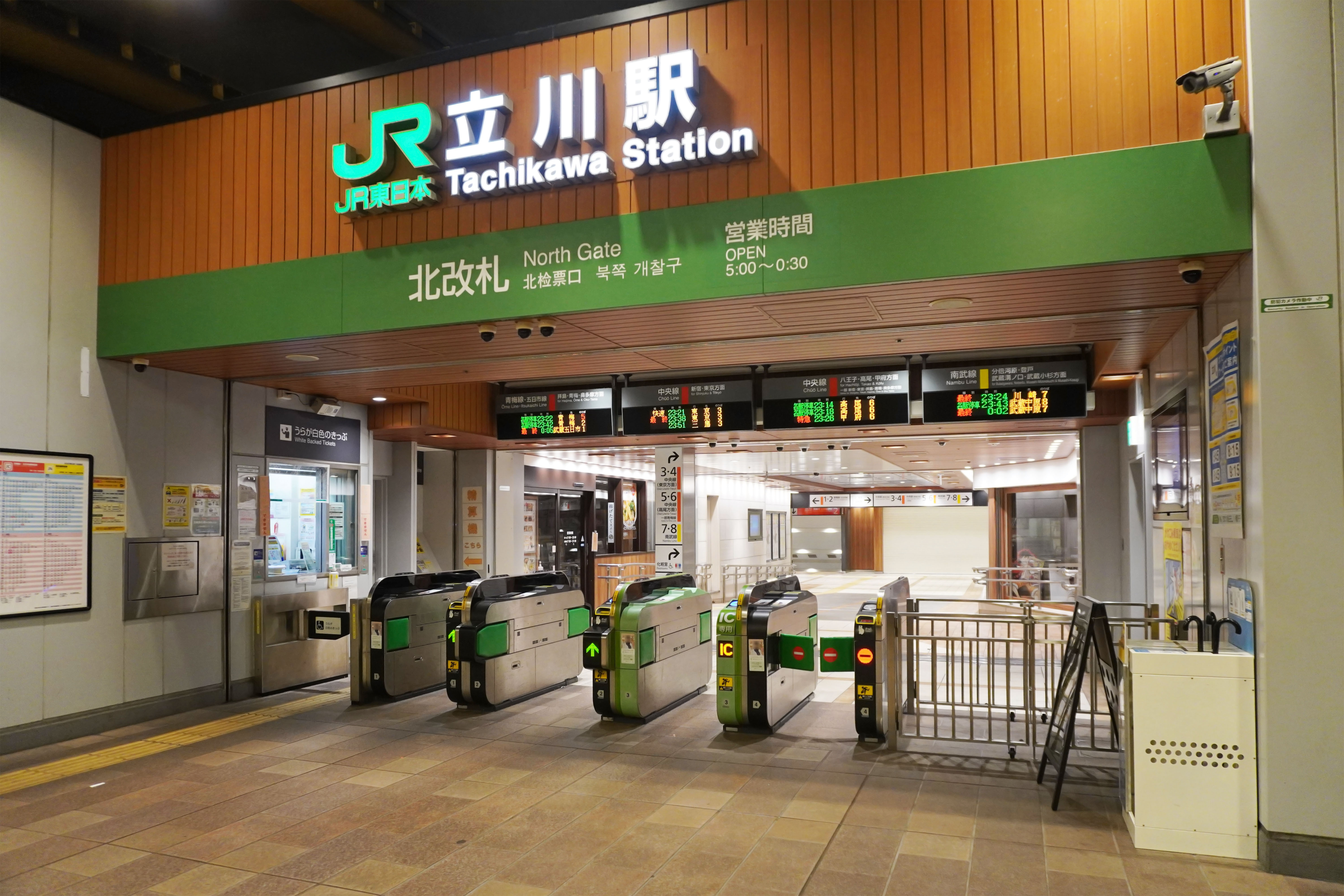
北改札（2024年1月）
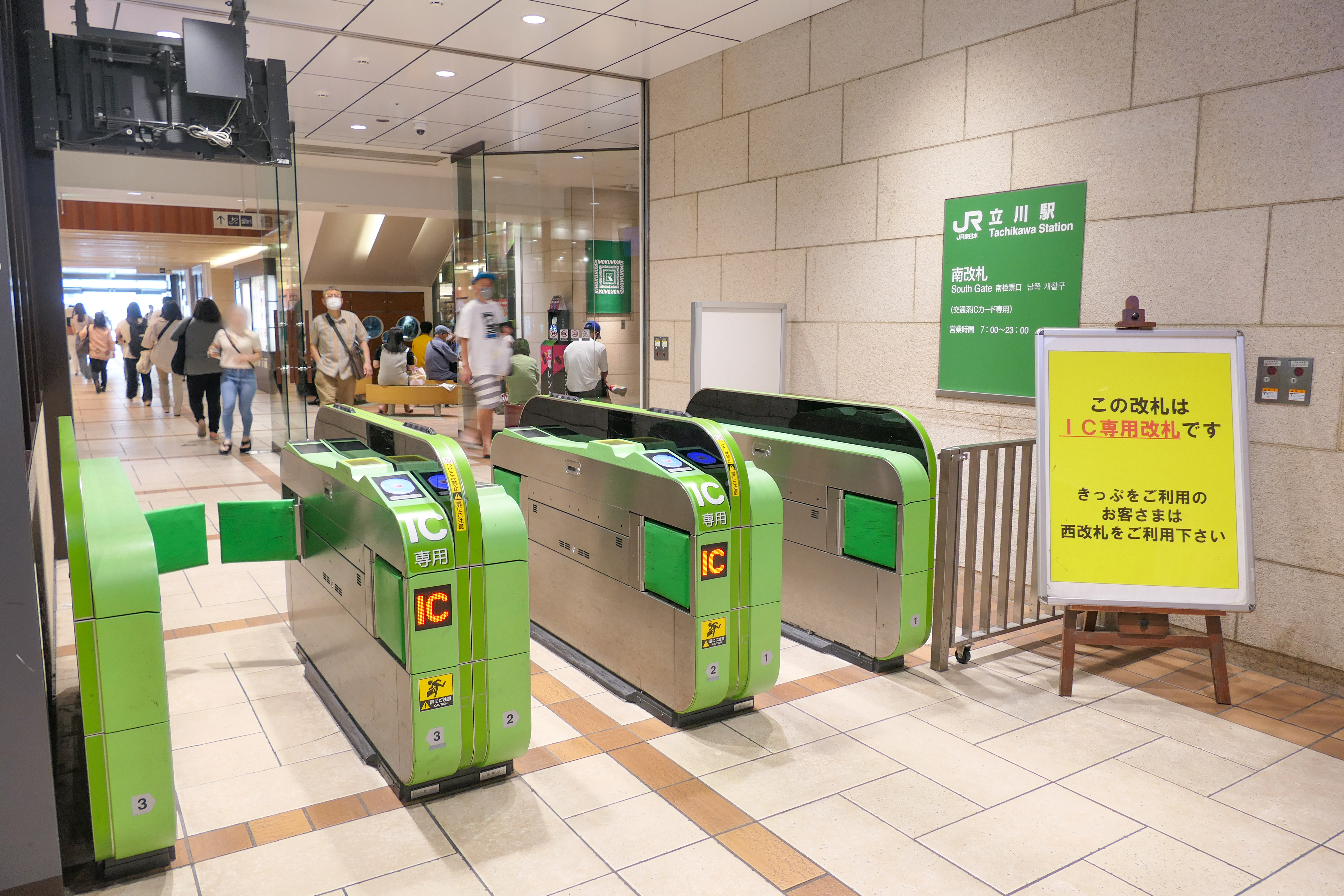
南改札（2022年6月）
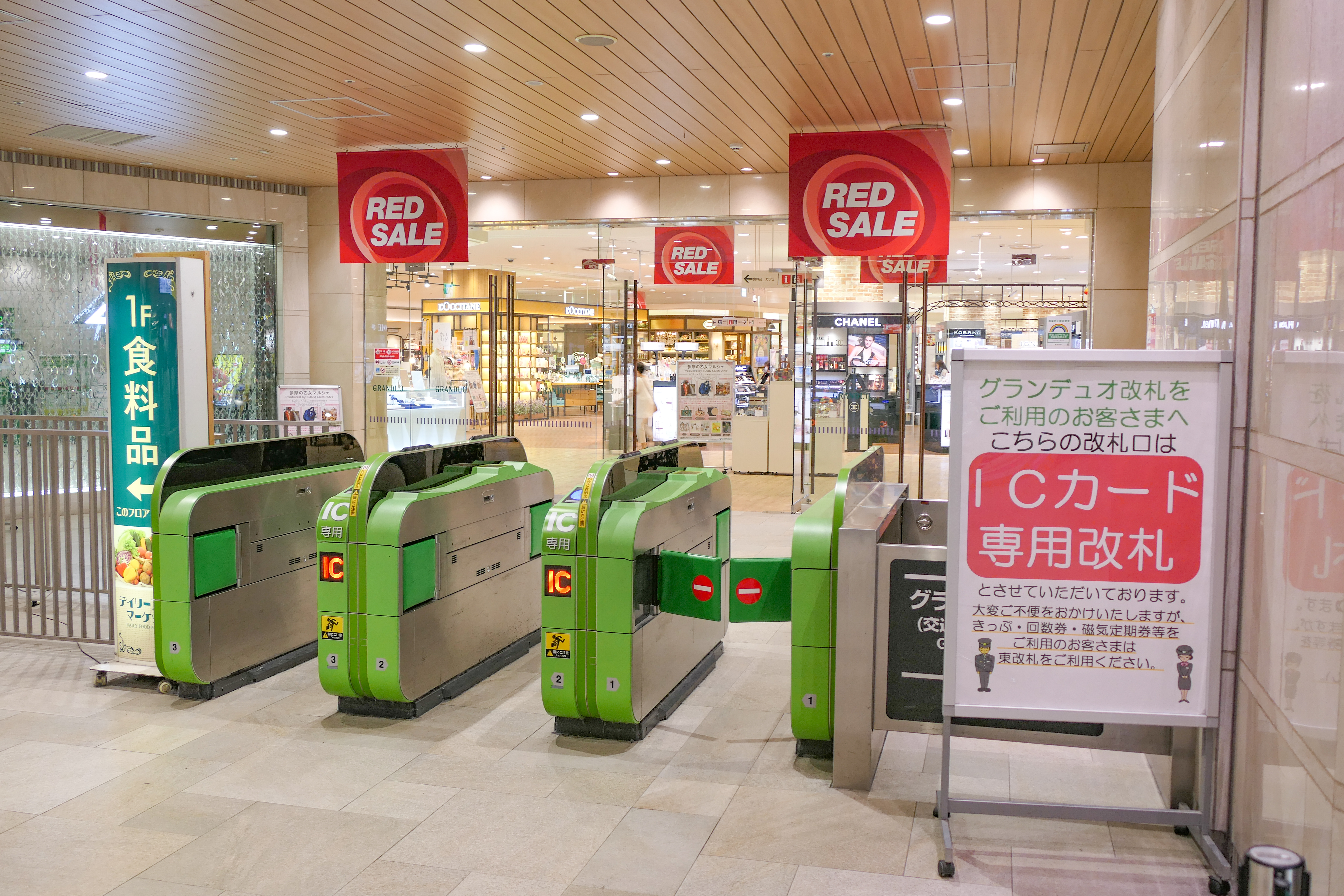
グランデュオ改札（2022年6月）

### 立川駅ステーションルネッサンス

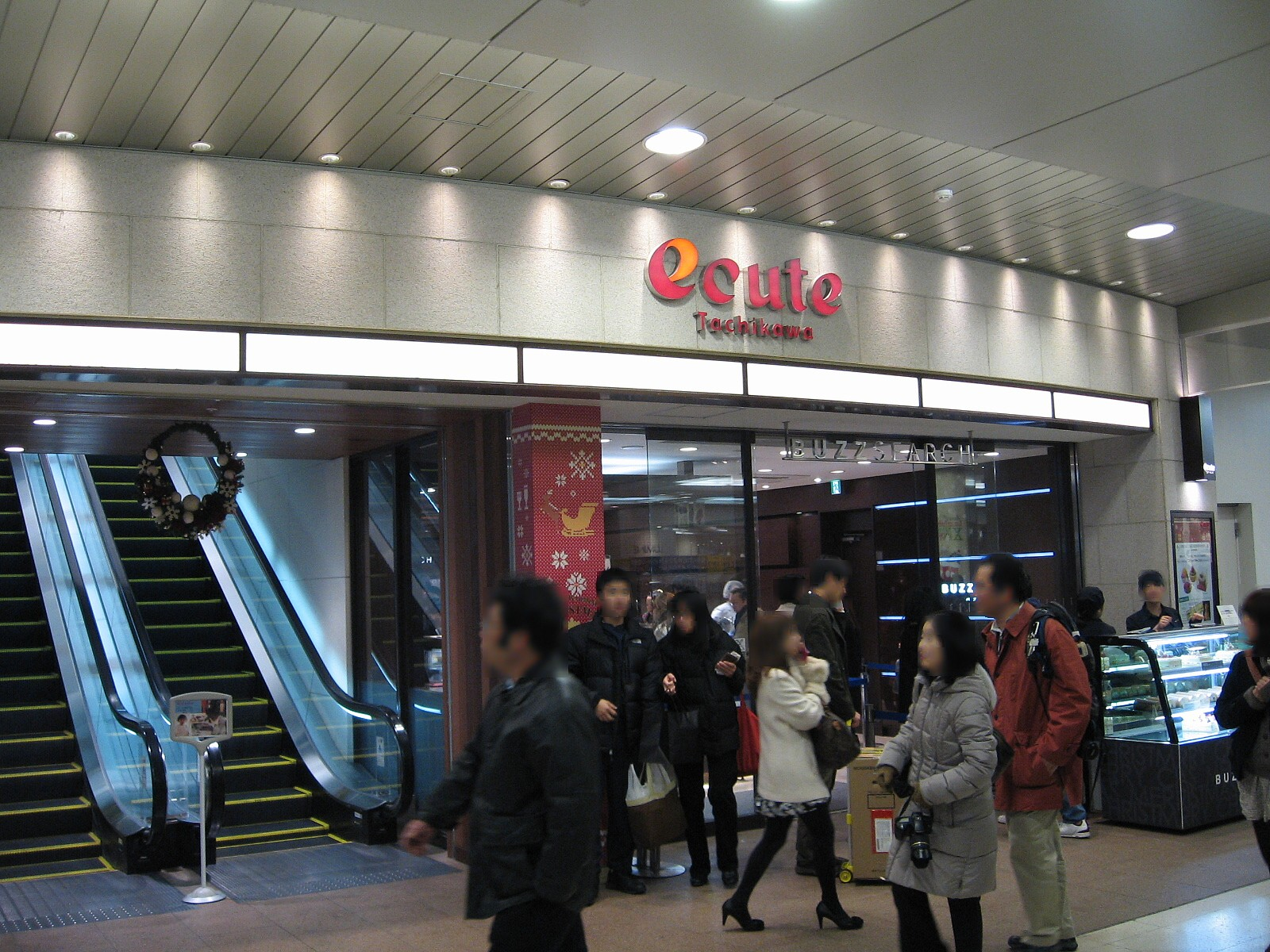
エキュート立川

後述するが、当駅には多くの乗客が利用するにもかかわらず、以前は改札口が2ヶ所（現・東改札とグランデュオ改札）しか無く、各ホームからコンコースへの階段も1組2本ずつのみだったために、混雑が著しかった。このため、「立川駅ステーションルネッサンス」として、自由通路西側に人工地盤を設置しての増床、みどりの窓口と旅行カウンターの機能を複合した新びゅうプラザ及び総合案内カウンター開設、改札口・トイレ・階段・エスカレーター増設、駅ナカ商業施設「エキュート立川」の開業、南北自由通路改修などの大規模な駅舎改良工事を行った。
エキュート開業に先立ち、2007年9月9日に新しいびゅうプラザを開設し、同月30日に西改札の供用開始と発着番線の表示変更が行われ、同年10月5日にはエキュート立川の第1期部分が開業し、同時に南改札口の供用を開始した。エキュート立川は大宮駅・品川駅に続く最大規模の駅ナカ商業施設で、場所は南北自由通路と乗り換え専用跨線橋（改札口設置でコンコース化）との間で、各ホームを覆う形である。エキュートとしては初めて脱「駅ナカ」を目指し、乗降客に加えて近隣住民の利用を見込み、駅周辺まで商圏を広げる脱「駅ナカ」戦略の試験ケースとするものである。そのため、同じ「エキュート」と言う名前の施設が改札内・改札外に立地している。開発面積は約11,500m2（II期開業時、ホテル部除く）で、先に開業していた大宮・品川の2倍強である。ホーム上の空間を利用して、改札内及びそれと連絡する2階部分とその上の3階が主な店舗スペースとなっている。4階には通勤客の利便性を考慮して保育所やクリニックを設けている（クリニックのみ2008年6月2日に開業）。さらに2008年10月7日には第2期部分の開業として駅南口に面した複合ビルが完成し、1 - 4階に店舗が、4 - 12階にJR系列のホテルメッツ立川が開業した。その後、2009年2月11日には、東改札内に、エキュート立川のショッピングゾーンである「T-tee ecute」が開業した。
しかし、乗降人員増加が著しく南北自由通路の混雑が解消しないため、安全性・利便性・回遊性向上を目的として、立川駅西側新自由通路が2016年8月4日に供用開始された。これは、JR東日本が事業主体となり立川市と国も費用負担して、駅西側（モノレール高架下）に南北のペデストリアンデッキを結ぶ形で建設されたもので、新設された北改札が接続している他、商業施設や広場も設けられた。また、同日の新自由通路の供用をきっかけに、エキュート立川が、「エキュート立川 osoto」（独立店舗棟）、「エキュート立川」（改札外）、「エキュート立川 エキナカWEST」（改札内西改札側）、「エキュート立川 エキナカEAST」（改札内東改札側）の4つのえらへの分類がなされた。
その後、2019年5月10日には、日本郵便、JR東日本、タリーズコーヒーが連携した「JJ+T」がエキュート立川3階に開業した。

## 駅弁
主な駅弁は下記の通り。
- 横濱中華弁当
- 幕の内弁当
- かながわ味わい弁当（季節により内容が変わる：春・初夏・夏・秋・冬）
- 横濱ピラフ
- おべんとう（季節により内容が変わる：春・初夏・夏・秋・冬）
- 横濱チャーハン

## 利用状況
- JR東日本 - 2023年度（令和5年度）の1日平均乗車人員は150,628人である[利用客数 1]。
JR東日本管内の駅では上野駅に次いで第14位。中央線快速の中では新宿駅、東京駅に次ぐ第3位であり、多摩地域の駅の中では最も多い。2000年代以降、駅周辺の再開発や多摩都市モノレール開通の影響で利用者数が躍進的に増加し、それまで多摩地域で最も多かった吉祥寺駅から首位の座を奪った。

1989年度（平成元年度）以降の1日平均乗車人員の推移は以下の通り。
- 年度全体の乗車人員を365（閏日が入る年度は366）で除して一日平均乗車人員を求めている。2012年度以降の定期外と定期の値は、計算で生じた小数点以下の値は切り捨てているため、定期外と定期の和は必ずしも合計と一致しない。

| 年度               | 1日平均乗車人員 | 1日平均乗車人員 | 1日平均乗車人員 | 出典              |
| 年度               | 定期外          | 定期            | 合計            | 出典              |
| ------------------ | --------------- | --------------- | --------------- | ----------------- |
| 1989年（平成元年） |                 |                 | 110,142         | [ 東京都統計 1 ]  |
| 1990年（平成02年） |                 |                 | 114,800         | [ 東京都統計 2 ]  |
| 1991年（平成03年） |                 |                 | 119,553         | [ 東京都統計 3 ]  |
| 1992年（平成04年） |                 |                 | 121,732         | [ 東京都統計 4 ]  |
| 1993年（平成05年） |                 |                 | 123,488         | [ 東京都統計 5 ]  |
| 1994年（平成06年） |                 |                 | 122,677         | [ 東京都統計 6 ]  |
| 1995年（平成07年） |                 |                 | 123,817         | [ 東京都統計 7 ]  |
| 1996年（平成08年） |                 |                 | 123,310         | [ 東京都統計 8 ]  |
| 1997年（平成09年） |                 |                 | 121,287         | [ 東京都統計 9 ]  |
| 1998年（平成10年） |                 |                 | 121,164         | [ 東京都統計 10 ] |
| 1999年（平成11年） |                 |                 | 126,791         | [ 東京都統計 11 ] |
| 2000年（平成12年） |                 |                 | 132,672         | [ 東京都統計 12 ] |
| 2001年（平成13年） |                 |                 | 140,629         | [ 東京都統計 13 ] |
| 2002年（平成14年） |                 |                 | 143,206         | [ 東京都統計 14 ] |
| 2003年（平成15年） |                 |                 | 145,697         | [ 東京都統計 15 ] |
| 2004年（平成16年） |                 |                 | 147,809         | [ 東京都統計 16 ] |
| 2005年（平成17年） |                 |                 | 150,009         | [ 東京都統計 17 ] |
| 2006年（平成18年） |                 |                 | 152,974         | [ 東京都統計 18 ] |
| 2007年（平成19年） |                 |                 | 156,143         | [ 東京都統計 19 ] |
| 2008年（平成20年） |                 |                 | 158,123         | [ 東京都統計 20 ] |
| 2009年（平成21年） | 71,983          | 86,084          | 158,068         | [ 東京都統計 21 ] |
| 2010年（平成22年） | 70,942          | 86,575          | 157,517         | [ 東京都統計 22 ] |
| 2011年（平成23年） | 69,918          | 85,950          | 155,868         | [ 東京都統計 23 ] |
| 2012年（平成24年） | 71,057          | 86,410          | 157,468         | [ 東京都統計 24 ] |
| 2013年（平成25年） | 71,458          | 88,952          | 160,411         | [ 東京都統計 25 ] |
| 2014年（平成26年） | 73,049          | 87,297          | 160,347         | [ 東京都統計 26 ] |
| 2015年（平成27年） | 75,073          | 88,830          | 163,903         | [ 東京都統計 27 ] |
| 2016年（平成28年） | 75,760          | 89,885          | 165,645         | [ 東京都統計 28 ] |
| 2017年（平成29年） | 75,854          | 91,254          | 167,108         | [ 東京都統計 29 ] |
| 2018年（平成30年） | 76,624          | 91,887          | 168,512         | [ 東京都統計 30 ] |
| 2019年（令和元年） | 74,214          | 92,422          | 166,636         | [ 東京都統計 31 ] |
| 2020年（令和02年） | 48,716          | 73,316          | 122,033         |                   |
| 2021年（令和03年） | 57,166          | 73,654          | 130,820         |                   |
| 2022年（令和04年） | 67,541          | 76,916          | 144,457         |                   |
| 2023年（令和05年） | 71,985          | 78,642          | 150,628         |                   |

## 駅周辺
駅周辺は東京でも有数の商業地・繁華街として発展しており、その規模は多摩地域最大である。北口を中心に百貨店・ファッションビル・専門店などが集積している。南口は飲食店を中心とした歓楽街になっている。立川駅は多摩地域における商業・交通の中心地として機能している。吉祥寺、町田、八王子と合わせて多摩地域の4大商業地であり、北多摩・西多摩地区の拠点である。駅の北側には大規模な立川飛行場（かつては在日アメリカ軍の基地）が位置しており、現在は返還され、跡地の一部は立川広域防災基地・昭和記念公園・ファーレ立川等の大規模な公共施設・商業施設に再開発された。

### 北口

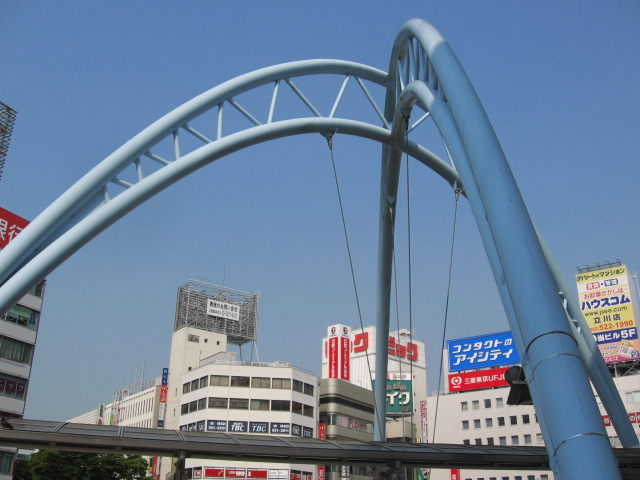
北口ペデストリアンデッキの中央部を吊っている構造物

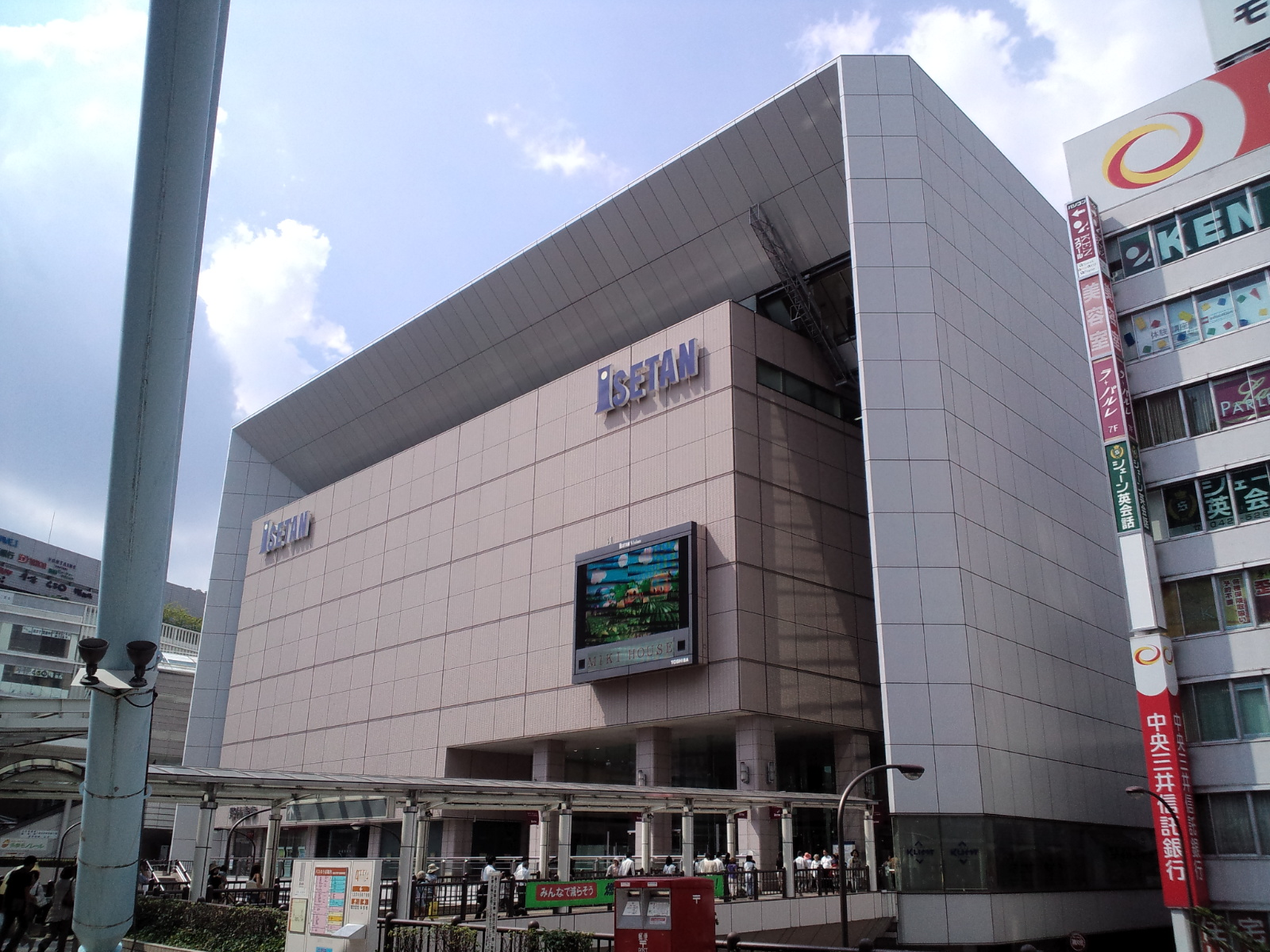
伊勢丹立川店

北口（2階部分）を出ると駅前広場である。駅前広場を覆うようにペデストリアンデッキがあり、伊勢丹などの百貨店に直結すると共に多摩都市モノレールの立川北駅やファーレ立川方面へも通じている。また、駅前広場の地上部分（デッキ下）はバスターミナルである。モノレールの開通や北口の再開発が始まってから利用者が増えたため、休日になると構内のデッキにつながる通路は混雑を呈する。駅周辺は中・高層のビル街。
- ルミネ 立川店
  - 東京都立川パスポートセンター
- 立川北駅（多摩都市モノレール）
- 伊勢丹立川店
- 立川タクロス（第一デパート跡地）
  - 立川市役所窓口サービスセンター （1階）
  - ヤマダデンキLABI LIFE SELECT立川
  - 日本赤十字社 立川献血ルーム
- 立川髙島屋SC
  - ジュンク堂書店・ニトリ
  - kino cinéma（キノシネマ）立川髙島屋S.C.館[24][25] ※2019年6月開館、「キノフィルムズ#映画館の開設」も参照
- シネマシティ、シネマ・ツー
- 立川市女性総合センター（アイム）
- 立川市中央図書館
- ファーレ立川郵便局
- 立川グランドホテル
- 立川リージェントホテル
- スーパーホテル東京・JR立川北口
- フロム中武
- ビックカメラ立川店
- MEGAドン・キホーテ立川店
- IKEA立川
- ららぽーと立川立飛
- GREEN SPRINGS
  - 立川ステージガーデン
  - ソラノホテル
  - 多摩信用金庫本店
- 立川競輪場
- 立川郵便局
  - ゆうちょ銀行立川店
- 立川地方合同庁舎
  - 関東財務局東京財務事務所立川出張所
  - 東京法務局立川出張所
  - 東京税関立川出張所
  - 立川労働基準監督署
  - 立川税務署
  - 立川公共職業安定所（ハローワーク立川）
- ハローワーク立川北口駅前JOBぷらっと（立川公共職業安定所分室）
- 多摩中小企業振興センター
- パークアベニュー
- 国営昭和記念公園
  - 関東地方整備局国営昭和記念公園事務所
- 立川広域防災基地
  - 立川防災合同庁舎
    - 内閣府災害対策本部予備施設
    - 国土交通省甲武営繕事務所

  - 陸上自衛隊立川駐屯地
    - 立川飛行場

  - 海上保安庁海上保安試験研究センター
  - 東京都立川地域防災センター
  - 警視庁多摩総合庁舎
  - 警視庁立川警察署
  - 東京消防庁立川防災施設
    - 東京消防庁立川消防署

  - 独立行政法人国立病院機構災害医療センター
  - 日本赤十字社東京都支部東京都赤十字血液センター立川事業所
- 東京都水道局多摩水道立川庁舎
  - 多摩水道改革推進本部
- 陸上自衛隊東立川駐屯地
- 学校関係
  - 東京都立立川国際中等教育学校
  - 立川女子高等学校
  - 昭和第一学園高等学校
  - 大原簿記公務員医療福祉保育専門学校立川校本館
  - 河合塾立川校

### 南口

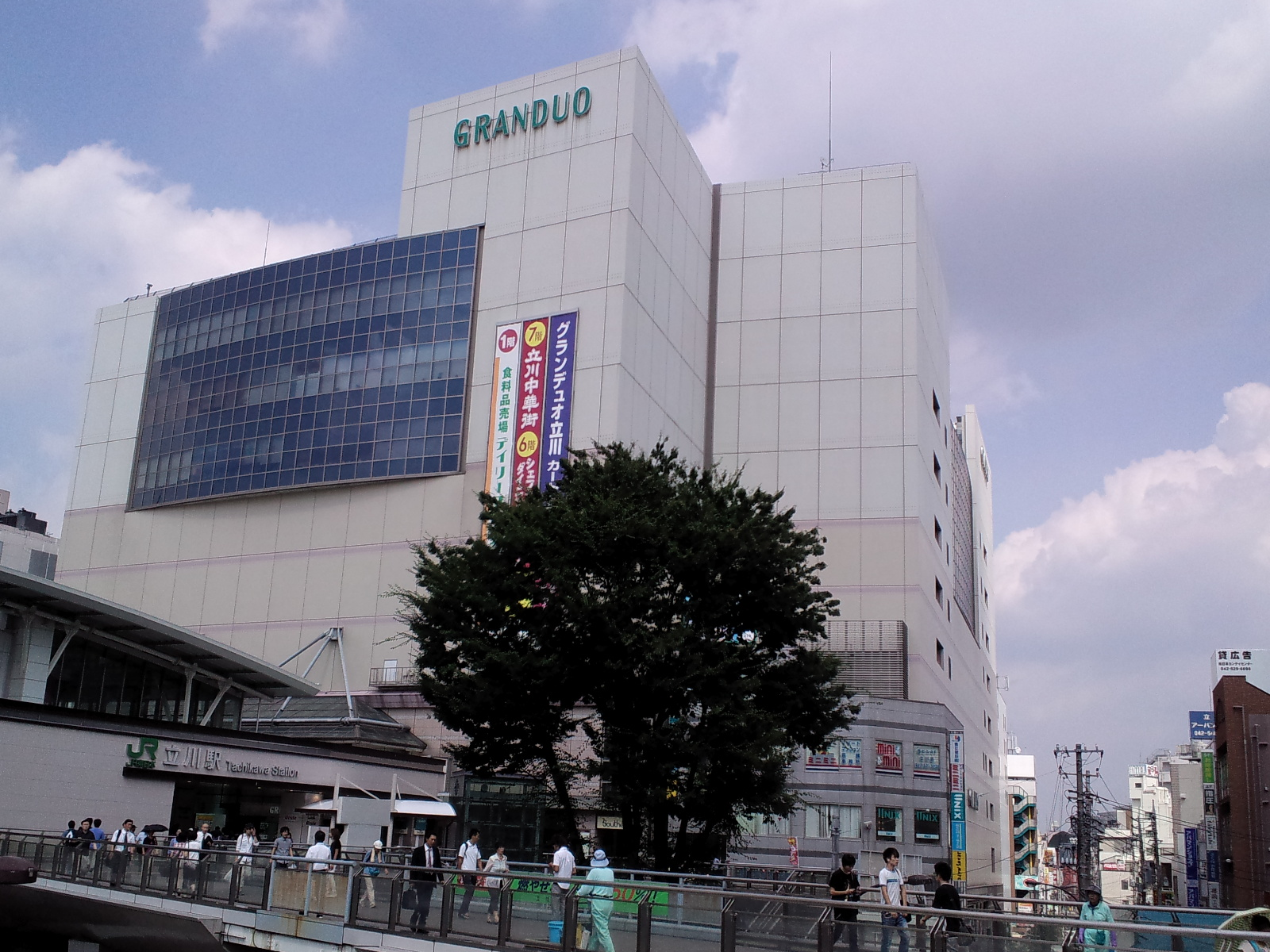
グランデュオ立川

南口も、北口同様各ビルとペデストリアンデッキで結ばれている。1990年代の駅前は東武ストア マインの商業ビル（現在は閉店し、別テナント）以外は目立ったビルなど無く反対側の北口と比べて開発が遅れていたものの、2000年代以降には多摩モノレール（立川南駅）開通や新しいビルなどもオープンして、賑わっている。2008年4月にエキュート立川と南口デッキが直結した。WINSや各種公共施設の多い南東方面には、飲食店を中心に商店が多い。
- 東改札・グランデュオ改札側駅ビル
  - グランデュオ立川
  - サザン（1・2階）
- 西改札・南改札側駅ビル
  - エキュート立川
  - JR東日本ホテルメッツ立川
- 立川南駅（多摩都市モノレール）
- アレアレア1・2
  - ラーメンスクエア
  - 東急ストア 立川駅南口店
- 商業ビル
  - マックスバリュエキスプレス
  - サンドラッグ
- 日本中央競馬会WINS立川
- 立川ワシントンホテル
- ホテル日航立川 東京
- ホテルマイステイズ立川
- 石川ボクシングジム立川
- 諏訪神社
- 諏訪の森公園
- 東京都下水道局流域下水道本部
- 東京都北多摩北部建設事務所
- 東京都多摩消費生活センター
- 東京都農業振興事務所
- 東京都多摩立川保健所
- 東京都立川児童相談所
- 東京都健康安全研究センター食品監視第二課
- 警視庁立川少年センター
- 学校関係
  - 東京都立立川高等学校
  - 星槎国際高等学校立川学習センター
  - 大原簿記公務員医療福祉保育専門学校

## バス路線
北口・南口から立川バス・西武バス・京王バスによって市内や近隣の市町へ多数のバス路線が運行されている。各駅までを結ぶ路線の他、住宅地域や団地、郊外の各種拠点までの輸送を担っている。多摩都市モノレールの開通による利用者の流出や、路線の改廃、道路の拡幅・改良、自動車使用の傾向変化に伴って周辺道路の渋滞が少なくなったことに伴い、運行の定時性は向上している。
ペデストリアンデッキ下のバスターミナルへの集約が進んだため、以前に比較して雨天時などでもスムーズな乗換が可能になった。特に南口乗り場は従来は駅から離れた場所に設置されていたが、自由通路出入口の直前に面積も広げて新設されたため、利便性が向上している。北口の14 - 16番乗り場は、以前と変わらず駅前通りの歩道上に設置されている。
また、北口からは羽田空港や成田空港への空港連絡バスや軽井沢・草津温泉方面への高速バス、京都・大阪・神戸・鳥羽方面への夜行高速バスも運行されている。
立川バスは、多摩都市モノレールが開通するまでは下記以外にも福生駅（福生市）、南街（東大和市・2020年現在も運行している西武バス「南街」行とは別ルート）、国学院大学（八王子市）、北野（埼玉県所沢市）、そして短距離路線であった東緑川（立川市内）などへの路線が存在していたが、いずれも多摩都市モノレール全通までに廃止された。また、モノレールと路線が重複している西武拝島線玉川上水駅以北への路線は開業時に整理・減便され、芋窪（東大和市・西武バスと都営バスの停留所とは別位置）行は系統自体が短縮（立川駅 - 玉川上水間廃止）された。村山団地を結ぶバスも朝夕の便のみ立川直通となっており、昼は玉川上水で分断された（ただし、玉川上水経由イオンモール行が村山団地南部を通る）。
武蔵村山市や瑞穂町方面への路線もかつて砂川七番経由だったが、米軍立川基地跡地の再開発に伴い国立病院（国立病院機構災害医療センター）や立川警察署を経由し、中央南北線を走行するルートに変更されている。
拝島・瑞穂両営業所廃止と福生営業所開設に伴うダイヤ改正に伴い当駅発着路線では、拝島操車場（旧拝島営業所）行の一部は牛浜駅入口まで延伸されている他、村山団地線の立川玉川上水駅間の昼間廃止、玉川上水駅分断と玉川上水経由イオンモール行開設、砂川三番経由イオンモール行増発等が行われた。
西武バスは、2020年現在、久米川駅行、東村山駅西口行、イオンモール行など多数の路線が運行されている。以前、西武球場前経由所沢駅行（現・所沢駅西口）が定期運行され、その後西武球場前行に短縮されて野球開催時の運転となっていた。これも短縮の上、多摩都市モノレールの上北台駅発着に変更されていたが、2014年西武プリンスドーム発の便が立川駅北口に乗入れるようになり、2015年7月には、立川駅北口発西武プリンスドーム行が立川バスとの共同運行と玉川上水駅乗り入れの上復活した。立川バス共々立川駅から所沢市乗り入れの復活である。また、2011年11月19日からは土・日曜、休日のみだが三井アウトレットパーク入間への直行バスを立川バスとの共同運行の上運行を開始し、立川バス共々立川駅から埼玉県入間市への乗入を開始した。
京王バスは、立65・立66が運行されている。2018年までは立65高幡不動駅行のみが通常中型車で運行されていた。廃止まで立73として乗り入れていた日野駅へは、高幡不動駅行が立64から立65へ改変した際に市民センターふれあいホール経由で乗り入れている。かつては日野橋付近の渋滞に巻込まれることが多かったが、日野バイパスの完成により、定時性は高くなっている。2018年以降は殆どが立66の日野駅行に変更され、立65高幡不動駅行は夜間1本のみとなった。かつて府中駅へ行く立62、甲州街道経由で日野駅へ行く立73があったが廃止された。
都営バス（東京都交通局）は、1985年まで八王子駅北口行（立73系統）が運行されていたが、慢性的な交通渋滞等によって路線は廃止、管轄の八王子支所も閉所された。廃止後は京王バスの立73・日50系統が運行されている。立73は2015年3月29日限りで廃止された。
2010年5月14日からは、青梅線終電後の帰宅に対応するため、西東京バスにより河辺駅北口行「深夜ご帰宅バス」が運行されている。西東京バス営業エリア外の拝島駅以東は無停車である。
なお、立70・立71系統は立川バスと西武バスの共同運行となっている。
北口ルミネ東側に、立川バス・西武バスの案内所が設置されている。

### 立川駅北口
| のりば | 運行事業者                               | 系統・行先 | 備考                                                         |
| ------ | ---------------------------------------- | --- | ------------------------------------------------------------ |
| 1      | 立川バス                                 | - 立01：IHI - 立10-1：岩蔵街道入口 - 立11-1：三ツ藤住宅 - 立11-2：武蔵村山市民会館 - 立13：イオンモールむさし村山 - 立12-1・立12-2・立13-1：箱根ケ崎駅東口 - 立90：玉川上水駅南口 |                                                              |
| 2      | 立川バス                                 | - 立16-2・立17-2：東中神駅北口 - 立16-3・立17-3：大山団地折返場 - 立18-1：玉川上水駅南口 - 立19：西武蔵野 - 立19-2・立19-3・立19-4：もくせいの杜循環                              |                                                              |
| 3      | 立川バス                                 | - 立14・立14-2・立14-3：松中団地操車場 - 立15-3・立15-5：拝島駅北入口 - 立15-5：拝島駅 - 立93                                                                                     |                                                              |
| 4      | 立川バス                                 | - 立20-1・立21・立21-2：玉川上水駅南口 - 立22・立23：村山団地 - 立25：イオンモールむさし村山 - 立25-1：玉川上水駅南口 - 立26・立27・立28：立川駅北口（循環）                      |                                                              |
| 5      | 立川バス                                 | 立30：武蔵野美術大学 |                                                              |
| 6      | 西武バス                                 | - 立39：南街 - 立45：芝中団地 - 深夜バス：東大和市駅 |                                                              |
| 7      | 西武バス                                 | - 立34：久米川駅 - 立34-1：東京街道団地 - 小平営業所 |                                                              |
| 8      | 西武バス                                 | - 立35：東村山駅西口 - 立36：奈良橋 - 立37：イオンモールむさし村山 - 立41：立川営業所                                                                                             |                                                              |
| 9      | 西武バス                                 | 立32・立40：幸町団地 |                                                              |
| 10     | 立川バス                                 | - 立80：拝島操車場 - 立81：昭島駅南口 - 立82：拝島駅 - 立85：東中神駅 - 立89：牛浜駅入口                                                                                          |                                                              |
| 11     | 西武バス                                 | 立72：立川駅南口 |                                                              |
| 11     | - 西武バス - 立川バス                    | 臨時：ベルーナドーム | 一軍公式戦開催日のみ「西武バス」2本、「立川バス」1本が運行。 |
| 12     | 立川バス                                 | 立53：北町 |                                                              |
| 12     | - 山陽バス - 南海バス                    | 高速夜行：京都・大阪・三宮 |                                                              |
| 12     | くるりんバス                             | 曙ルート：立川駅北口（循環） |                                                              |
| 13     | - 京浜急行バス - 立川バス                | リムジン：羽田空港 |                                                              |
| 13     | 千曲バス                                 | 高速昼行：軽井沢・草津温泉 |                                                              |
| 13     | - 西武観光バス - 三交伊勢志摩交通        | 高速夜行：四日市・鈴鹿・津・松阪・伊勢・鳥羽 |                                                              |
| 14     | 京王バス                                 | - 立65：高幡不動駅 - 立66：日野駅 | 2023年4月1日のダイヤ改正より､土曜に各一便のみに減便された｡   |
| 14     | 西東京バス                               | 深夜ご帰宅バス：河辺駅北口 |                                                              |
| 15     | 立川バス                                 | 立51：けやき台団地 |                                                              |
| 16     | 立川バス                                 | 国15：国立駅南口 |                                                              |
| 27     | 立川バス                                 | 高速昼行：御殿場プレミアム・アウトレット |                                                              |
| 27     | - 立川バス - 東京空港交通 - 成田空港交通 | リムジン：成田空港 |                                                              |

### 立川駅南口
| のりば | 運行事業者                       | 系統・行先                              | 備考 |
| ------ | -------------------------------- | --------------------------------------- | ---- |
| 1      | 西武バス                         | 立72：立川駅北口                        |      |
| 2      | 立川バス                         | 立71：富士見町操車場                    |      |
| 2      | 西武バス                         | 立71：新道福島                          |      |
| 3      | - 伊那バス - 京王バス - 立川バス | 高速昼行：飯田駅前                      |      |
| 3      | くるりんバス                     | 錦ルート：立川駅南口（循環）            |      |
| 3      | 立川バス                         | - 国15-1：国立駅南口 - 立86：拝島操車場 |      |
| 4      | 立川バス                         | 国15-2：国立駅南口                      |      |

## その他
- 当駅の名物として「おでんそば・うどん」がある。各ホームの立ち食いそば店「奥多摩そば」で販売されている。
- 中央線ホームには終日駅係員が常駐し、案内放送および乗降終了合図を行なっている。

## 隣の駅
東日本旅客鉄道（JR東日本）
 中央線
- 特急「あずさ」「かいじ」「富士回遊」停車駅

■通勤特快（平日上りのみ）
国分寺駅 (JC 16) ← 立川駅 (JC 19) ← 八王子駅 (JC 22)
■中央特快・■通勤快速（平日下りのみ）
国分寺駅 (JC 16) - 立川駅 (JC 19) - 日野駅 (JC 20)
■特別快速「ホリデー快速おくたま」（土休日のみ）・■青梅特快
国分寺駅 (JC 16) - 立川駅 (JC 19) - （青梅線）西立川駅 (JC 51)
■快速（三鷹・武蔵小金井駅発着の「各駅停車」を含む）・■むさしの号
国立駅 (JC 18) - 立川駅 (JC 19) - 日野駅 (JC 20)
■普通（大月駅以西直通列車）
立川駅 (JC 19) - 日野駅 (JC 20)
- むさしの号は、新小平駅 - 国立駅間は武蔵野線貨物支線を、国立駅 - 当駅間は中央本線を経由する。

 青梅線
■特別快速「ホリデー快速おくたま」（土休日のみ）・■通勤特快（平日上りのみ）・■青梅特快・■通勤快速（平日下りのみ）・■快速
（中央線国分寺方面） - 立川駅 (JC 19) - 西立川駅 (JC 51)
■各駅停車
立川駅 (JC 19) - 西立川駅 (JC 51)
 南武線
■快速
分倍河原駅 (JN 21) - 立川駅 (JN 26)
■各駅停車
西国立駅 (JN 25) - 立川駅 (JN 26)

### 記事本文